# Екіклема
Екіклема(грец. ἐκκύκλημα) — машина в давньогрецькому театрі, яка викочувалася з центральної частини сцени. На ній зображали дію, що відбувалася всередині будинку, палацу або храму.

## Опис
Декорації досить багатьох грецьких драм зображали фасад якоїсь будівлі, перед якою розгорталася дія. За допомогою екіклеми частково вирішувалася досить складна для авторів проблема — представити глядачу те, що нібито сталося «за сценою», події, що відбувалися всередині приміщення, а також сцени вбивства, які зазвичай було не прийнято показувати в театрі. Екіклема мала вигляд дерев'яної платформи на невисоких колесах. Вона викочувалася через одну з дверей проскенія, а зверху на ній розміщувалися дійові особи. Екіклема неначе показувала те приміщення, у якому щойно сталася якась подія. Перед сценою театру в Еретрії виявлено мармурові рейки, що, мабуть, призначалися для екіклеми. За потреби влаштовувалася також і вишка, звідки могли говорити боги. Існували й пристрої для зміни задньої частини декорації. 
У театрі під відкритим небом з амфітеатром, що охоплює більше половини окружності орхестри, неможливо було б інакше продемонструвати те, що відбувалося всередині приміщення. Деякі дослідники вважають, що існували великі екіклеми, які могли показувати цілі сцени з великою кількістю учасників. Однак переконливих доказів на користь цього твердження поки немає. Більш докладні відомості про конструкцію екіклеми не збереглись.

## Історія
Уперше екіклема згадується у 458 до н. е., у рік постановки «Орестеї» Есхіла. У цьому творі з допомогою машини екіклеми зображена сцена, де перед глядачами постає Клітемнестра біля тіл Агамемнона й Кассандри, а потім Орест — біля трупів Егіста й матері. З комедій Арістофана «Ахарняни» і «Жінки на святі Тесмофорій», у яких він висміює Евріпіда й пародіює його трагедії, можна дізнатися, що Евріпід охоче користувався екіклемою для показу внутрішньої частини будівлі. Існують твердження, що до кінця V ст. до н. е. екіклема в трагедії вийшла з ужитку. Із зростанням реалістичних тенденцій в театрі вона скоріше за все почала здаватися глядачам кінця V ст. до н. е. дуже наївним і примітивним способом демонстрації подій, що відбувалися за сценою.